# Dreamcast Mouse

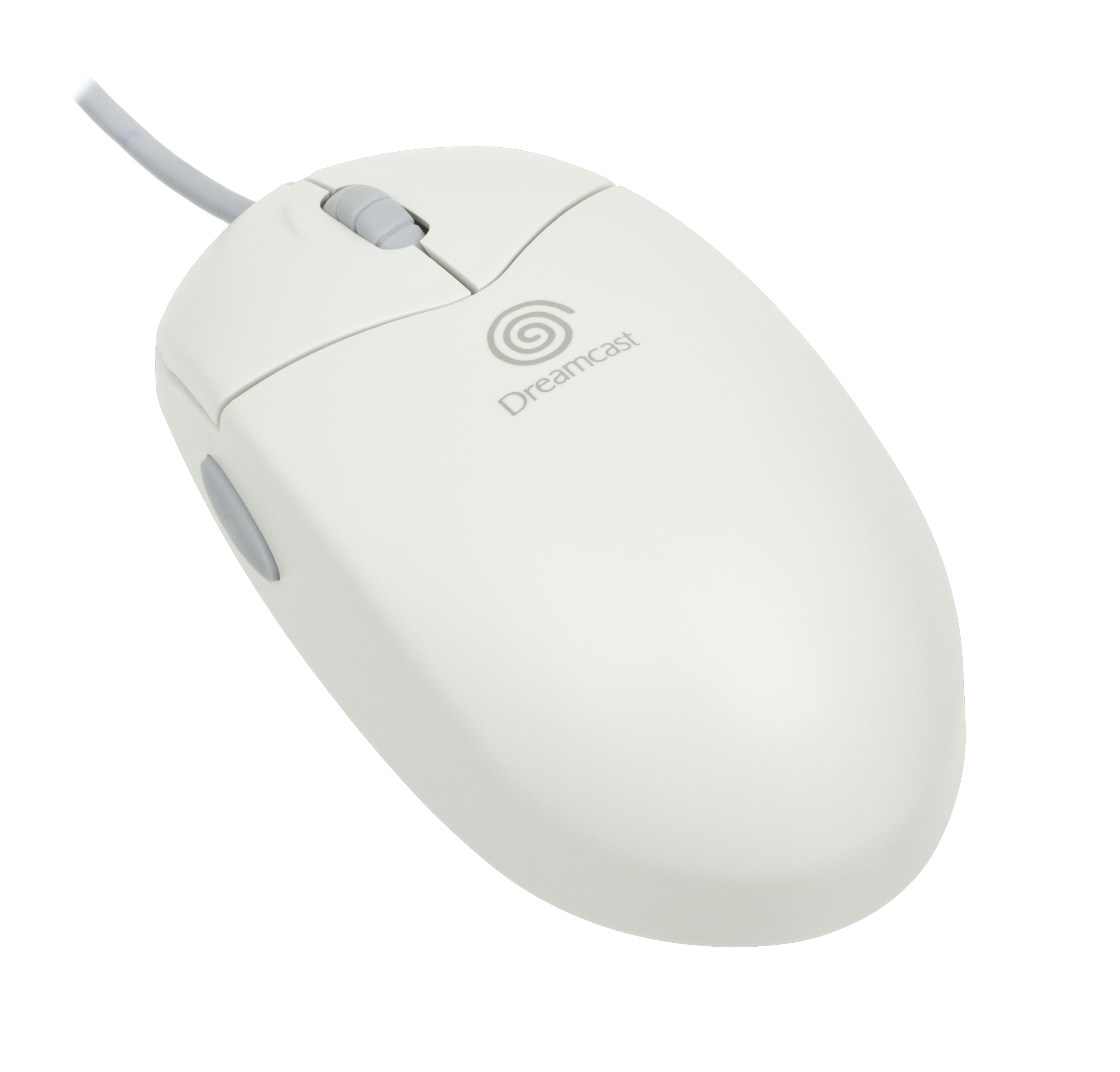
O Dreamcast Mouse.

Dreamcast Mouse é o nome dado ao mouse/rato oficial da Sega para o seu console Sega Dreamcast, sendo muito semelhante a dispositivos utilizados em computadores pessoais
Em alguns jogos o uso deste periférico é opcional, enquanto em outros é obrigatório.

## Jogos Compatíveis
- Half-Life (protótipo)
- Heavy Metal Geomatrix
- Hidden & Dangerous
- Outtrigger
- Quake III Arena
- Railroad Tycoon II
- Rez
- Soldier of Fortune
- Stupid Invaders